# Пига довгохвоста
Пи́га довгохвоста (Lipaugus fuscocinereus) — вид горобцеподібних птахів родини котингових (Cotingidae). Мешкає в Андах.

## Опис
Довжина птаха становить 33 см, з яких на хвіст припадає 15-16 см, розмах крил 18 см, вага 138 г. Забарвлення повністю сіре, крила дещо більш темні, нижня частина тіла і хвіст мають коричнюватий відтінок. Дзьоб товстий, короткий, дещо вигнутий.

## Поширення і екологія
Довгохвості пиги мешкають в Колумбії, Еквадорі і північному Перу. Вони живуть в кронах вологих гірських тропічних лісів та на узліссях. Зустрічаються на висоті від 2000 до 3000 м над рівнем моря. Іноді приєднуються до змішаних зграй птахів разом з жовтогузими касиками, бірюзовими гагерами і гірськими танаграми-короткодзьобами. Живляться плодами.